# Festuca dolichophylla
Festuca dolichophylla är en gräsart som beskrevs av Jan Svatopluk Presl. Festuca dolichophylla ingår i släktet svinglar, och familjen gräs. Inga underarter finns listade i Catalogue of Life.

## Bildgalleri

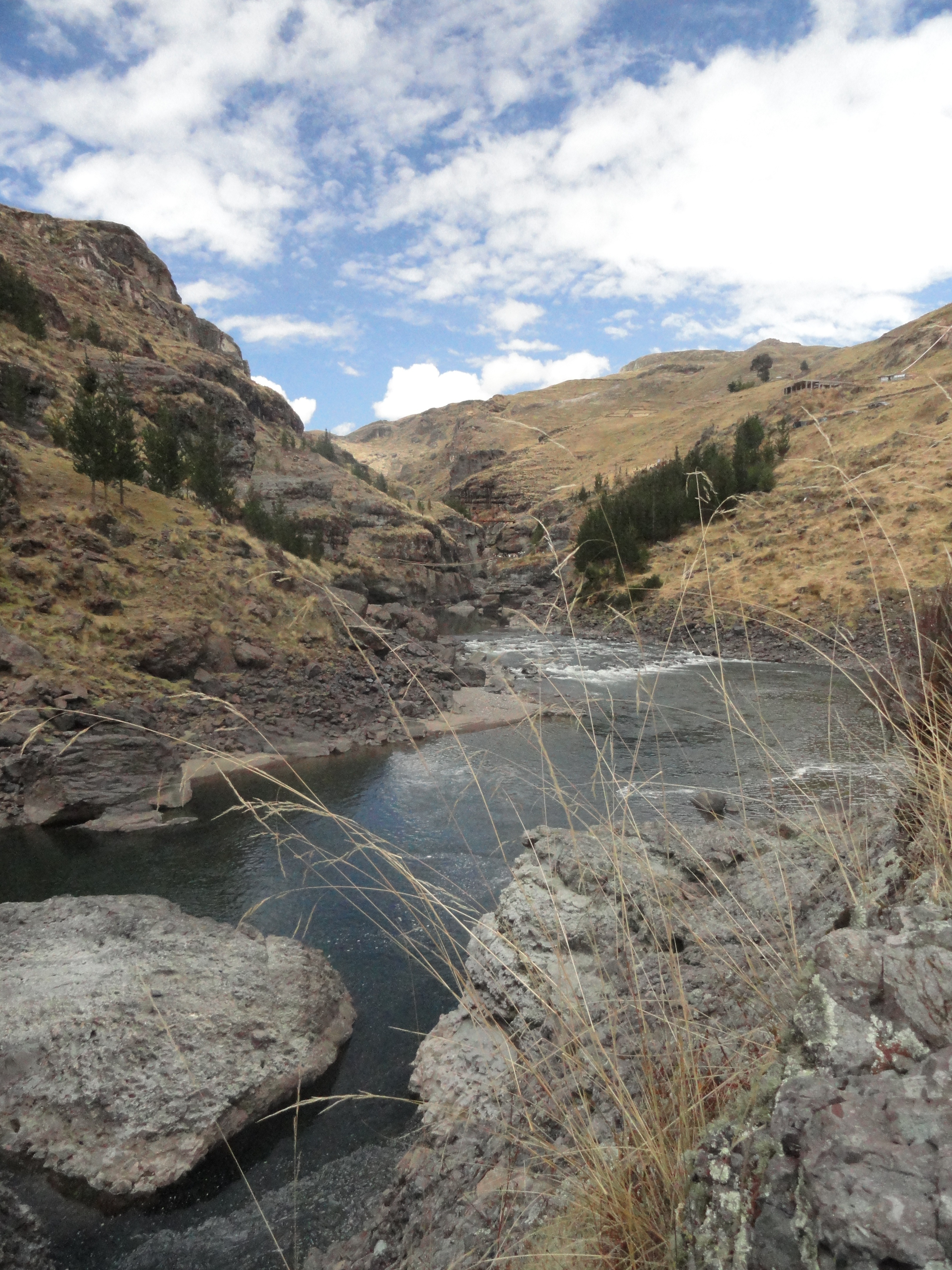